# 漢防己
风龙（学名：Sinomenium acutum）也称漢防己、青风藤、青藤、大青藤、毛青藤，为防己科风龙属下的一个种。

## 外部連結
- 青風藤 Qing Feng Teng （页面存档备份，存于） 中藥標本數據庫 (香港浸會大學中醫藥學院) （繁體中文）（英文）
- 青藤堿 Sinomenine （页面存档备份，存于） 中草藥化學圖像數據庫 (香港浸會大學中醫藥學院) （中文）（英文）